# Strašek
Strašek je priimek več znanih Slovencev:
- Bogomir (Mirko) Strašek, ustanovitelj družinskega podjetja KLS Ljubno
- Boštjan Strašek (1969—2021), rokometni trener
- Jakob Strašek (1796—1830), duhovnik in pesnik
- Janez Strašek (1906—1947, Zgb), duhovnik, mučenec
- Janko Strašek (*1956), duhovnik, mariborski stolni kanonik
- Josip Strašek (1875—1920), zdravnik, zobozdravnik
- Jožica Strašek (1914—2015), arhitektka
- Majda Strašek Januš, prof., urednica, pisateljica, prevajalka
- Milenko Strašek (*1945), pesnik, pisatelj, novinar
- Renata Strašek (*1972), atletinja, metalka kopja
- Rok Strašek (*1972), finančni matematik, univ. prof.
- Sebastjan Strašek (*1951), ekonomist, univ. prof.
- Stanko Strašek (1964—1991), policist in veteran vojne za Slovenijo
- Stanko Strašek (1917—1968), duhovnik, pisatelj in kulturni ter prosvetni delavec
- Špela Strašek, sociologinja, klobučarka